# Свер Педерсен
Свер Лунде Педерсен (на норвежки: Sverre Lunde Pedersen, роден на 17 юли 1992 г. в Берген) е норвежки състезател по бързо пързаляне с кънки.
Олимпийски шампион в отборното преследване и бронзов медалист на 5000 м.от зимните олимпийски игри в Пьонгчанг през 2018 г..

## Биография
Дебютира в Световната купа през ноември 2009 година.
През 2010 и 2011 години печели Световната купа в отборното преследване с Норвегия.
През 2011 и 2012 години става световен юношески шампион.
През 2012 заема 7-о място на Европейското първенство и 8-о на Световното първенство в класическия многобой.
На зимните Олимпийски игри в Пьонгчанг, Свер Лунде, става трети на 5000 метра и печели първия си бронзов медал на Олимпийски игри.

## Лични рекорди
- 500 метра – 35,87 (7.03.2015,  Калгари)
- 1000 метра – 1:09.31 (14.11.2015,  Калгари)
- 1500 метра – 1.43,08 (20.11.2015,  Солт Лейк Сити)
- 3000 метра – 3:34.66 (7.11.2015,  Калгари)
- 5000 метра – 6:07.61 (10.12.2012,  Калгари)
- 10000 метра – 13:02.42 (19.11.2017,  Ставангер)

## Успехи
Олимпийски игри:
- Шампион (1): 2018
- Бронзов медал (1): 2018

Световно първенство:
- Сребърен медал (2): 2016
- Бронзов медал (3): 2015, 2016, 2017

Световна купа:
- Носител (2): 2010, 2011

Световно първенство за юноши:
- Шампион (2): 2011, 2012

### Олимпийски игри
| Олимпиада      | 500 м. | 1000 м. | 1500 м. | 5000 м. | 10000 м. | Масов старт | Отборно преследване |
| -------------- | ------ | ------- | ------- | ------- | -------- | ----------- | ------------------- |
| 2014 Сочи      | -      | -       | 8-о     | 5-о     | -        | -           | 5-о                 |
| 2018 Пьонгчанг | -      | -       | 9-о     | Бронз   |          | -           | Злато               |